# Osvoboždёnnaja zemlja
Osvoboždёnnaja zemlja (Освобождённая земля) è un film del 1946 diretto da Aleksandr Ivanovič Medvedkin.